# Taisersdorf
Das Dorf Taisersdorf ist ein Ortsteil der baden-württembergischen Gemeinde Owingen im westlichen Bodenseekreis in Deutschland.

## Geographie
Durch die Taisersdorfer Gemarkung fließt die Linzer Aach.
Die Gesamtfläche der Gemarkung beträgt 333 Hektar.

### Gliederung
Zu Taisersdorf gehören das Dorf selbst und die Höfe Im Rohrhaldenösch, In den Bottenäckern, In der unteren Krott und Zinken.

## Geschichte

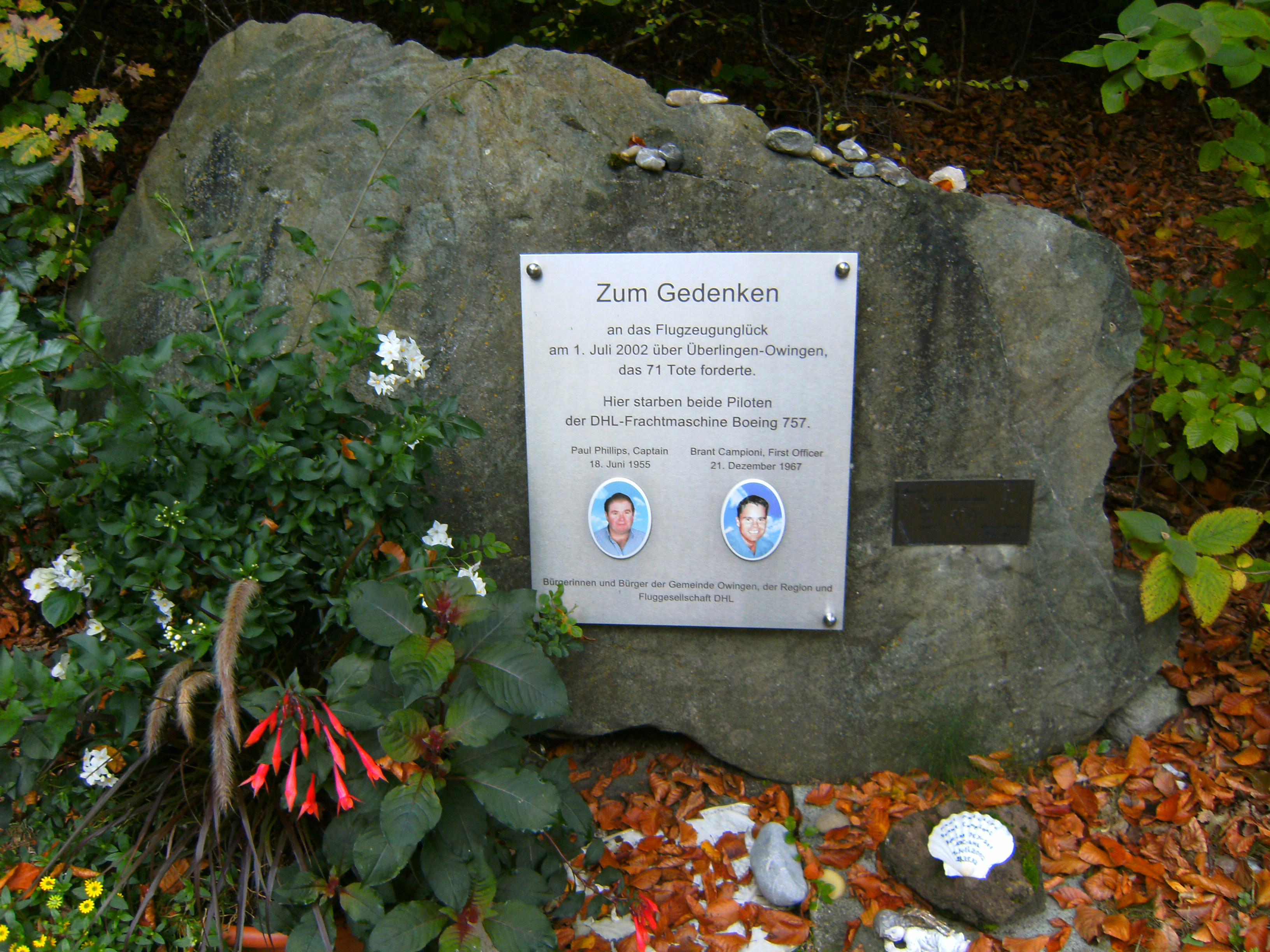
Flugzeugkollision von Überlingen. Absturzstelle DHL-Frachtflugzeug Owingen-Taisersdorf: Stein zum Gedenken an die Piloten

Im Gewann „Steg/Wiedenholz“ liegt eine bronzezeitliche Fundstelle (Wehranlage).
Taisersdorf wurde erstmals in einer Urkunde von Kaiser Friedrich Barbarossa aus dem Jahre 1155 erwähnt.
Taisersdorf war eine selbstständige Gemeinde im Landkreis Überlingen. Im Zuge der Gebietsreform in Baden-Württemberg wurde die Gemeinde am 1. Januar 1973 nach Owingen eingemeindet. Gleichzeitig wurde im Zuge der Kreisreform am 1. Januar 1973 der Landkreis Überlingen aufgelöst und Owingen und somit auch Taisersdorf wurden Teil des Bodenseekreises.
Am 1. Juli 2002 erlangte Taisersdorf bei der Flugzeugkollision von Überlingen traurige Bekanntheit, als beim Aufprall des brennenden Wracks einer Boeing 757 ein Waldbrand ausgelöst wurde.

### Einwohnerentwicklung
Taisersdorf hatte am 6. Juni 1961 209, am 27. Mai 1970 224 und am 31. Dezember 2006 316 Einwohner.

## Politik

### Ortsvorsteher
Ortsvorsteherin von Taisersdorf ist Ruth Steindl, zuvor hatten Angelika Thiel und Markus Endres dieses Amt inne.

### Wappen
Das Wappen der ehemals selbständigen Gemeinde Taisersdorf zeigt in Silber auf grünem Dreiberg einen schreitenden roten Steinbock. Das Wappen wurde im Jahre 1899 vom Generallandesarchiv vorgeschlagen, im Hinblick auf den geschichtlichen Hintergrund der Herren von Ramsberg. Das Wappen führte dann Taisersdorf bis zur Eingemeindung nach Owingen im Jahre 1973.

## Kultur und Sehenswürdigkeiten

### Bauwerke

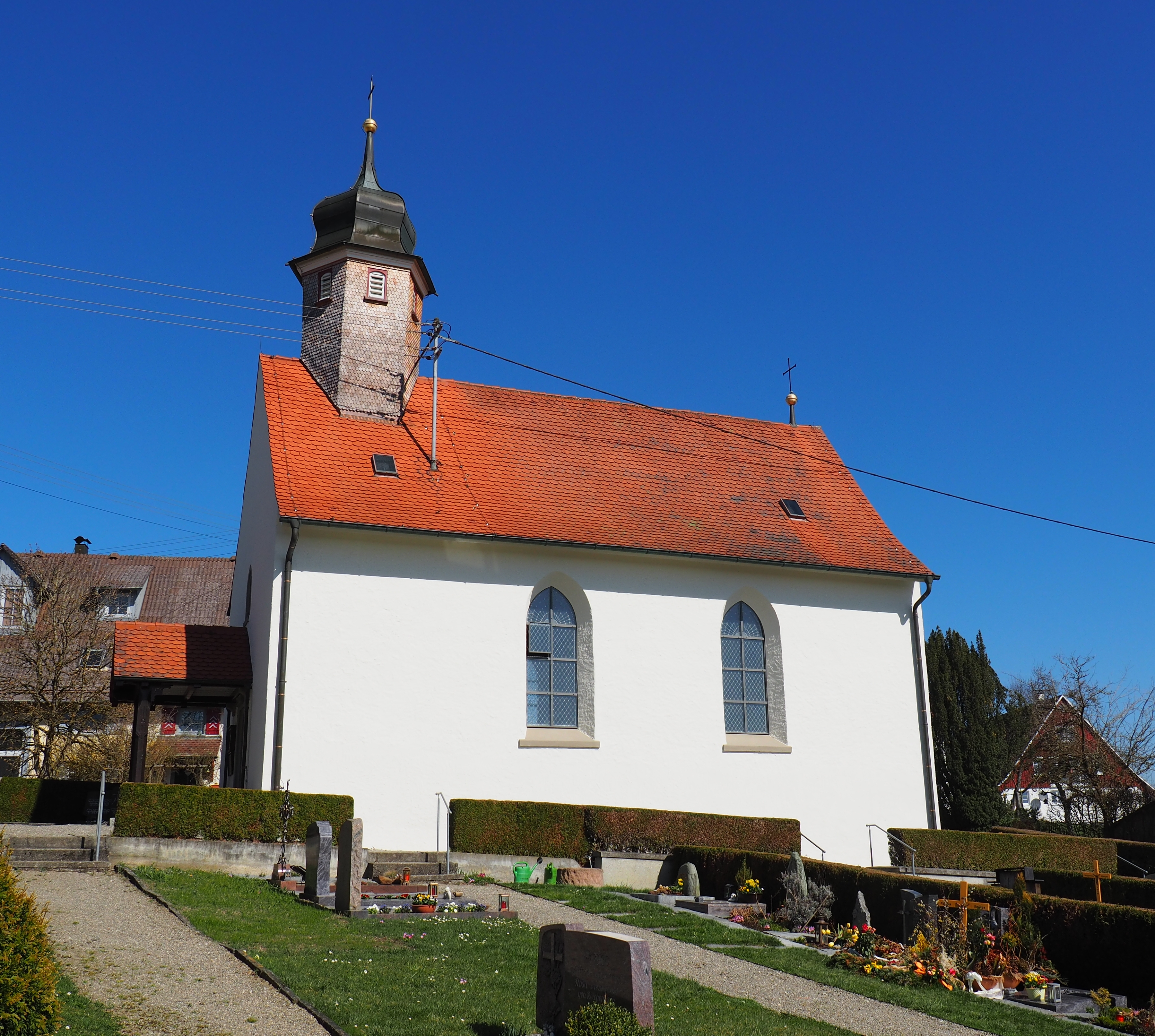
Markuskapelle, Südansicht

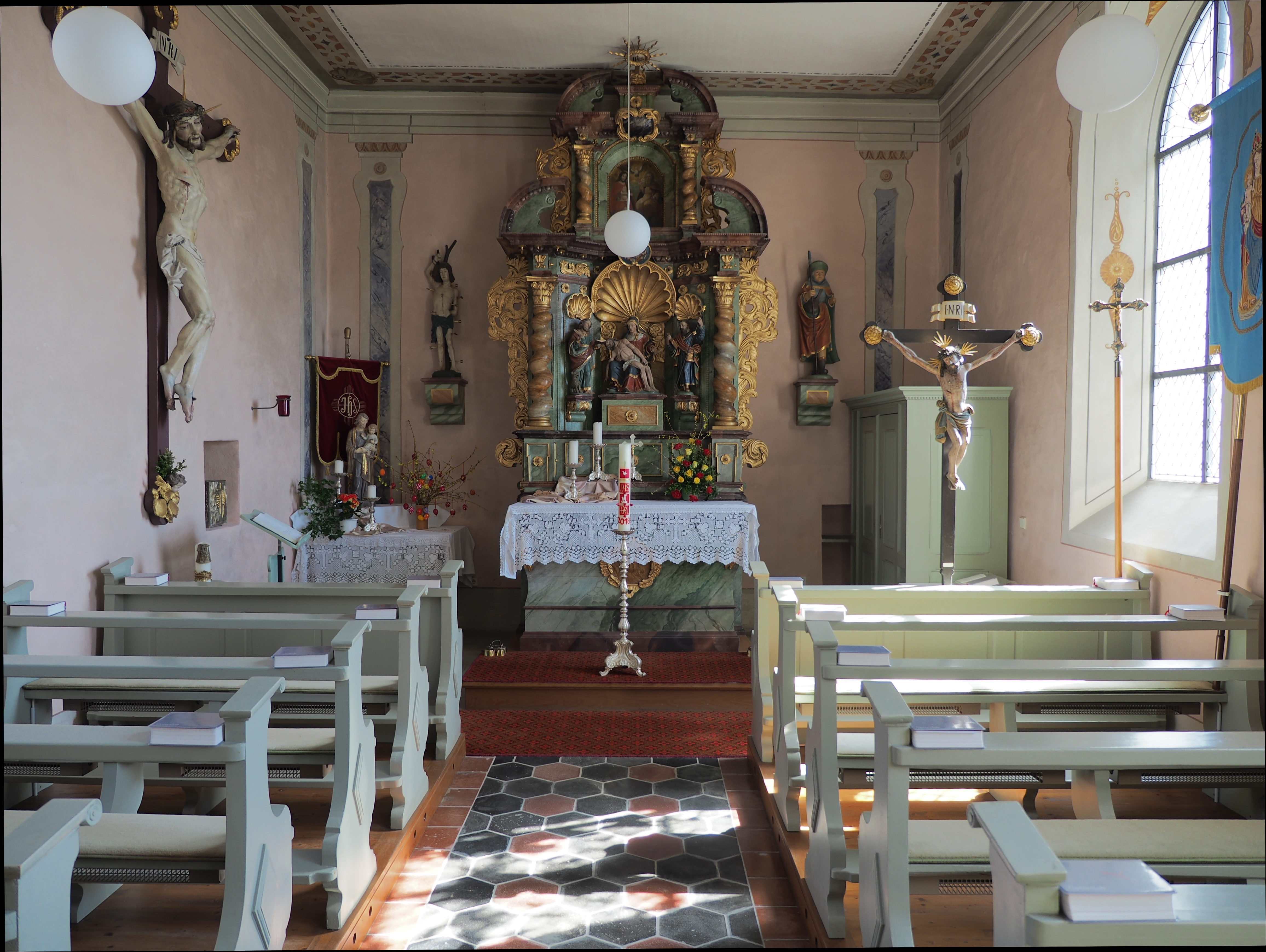
Blick auf den Altar von 1699

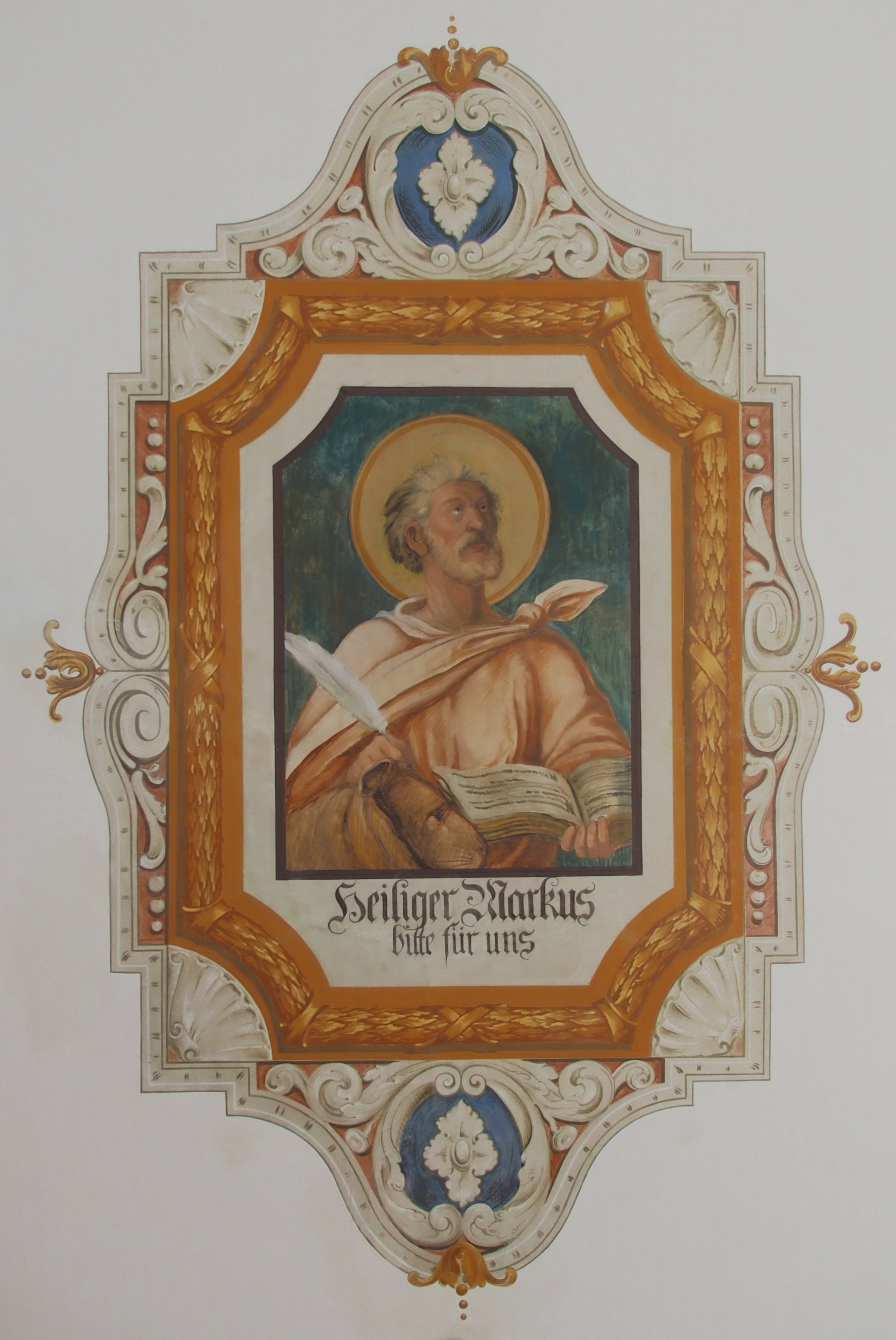
Die Deckenmalerei in der Markuskapelle zeigt den Hl. Markus

- Im Ort befindet sich die Markuskapelle, die vor 1155[5] erbaut wurde und deren Altar aus dem Jahr 1699 stammt. Im Glockenturm sind zwei Glocken untergebracht; die größere der beiden ist von 1751,[6] die kleinere Glocke kam 1960 hinzu. 2016–2017 wurden das Gebälk und der Glockenstuhl renoviert.

### Vereine

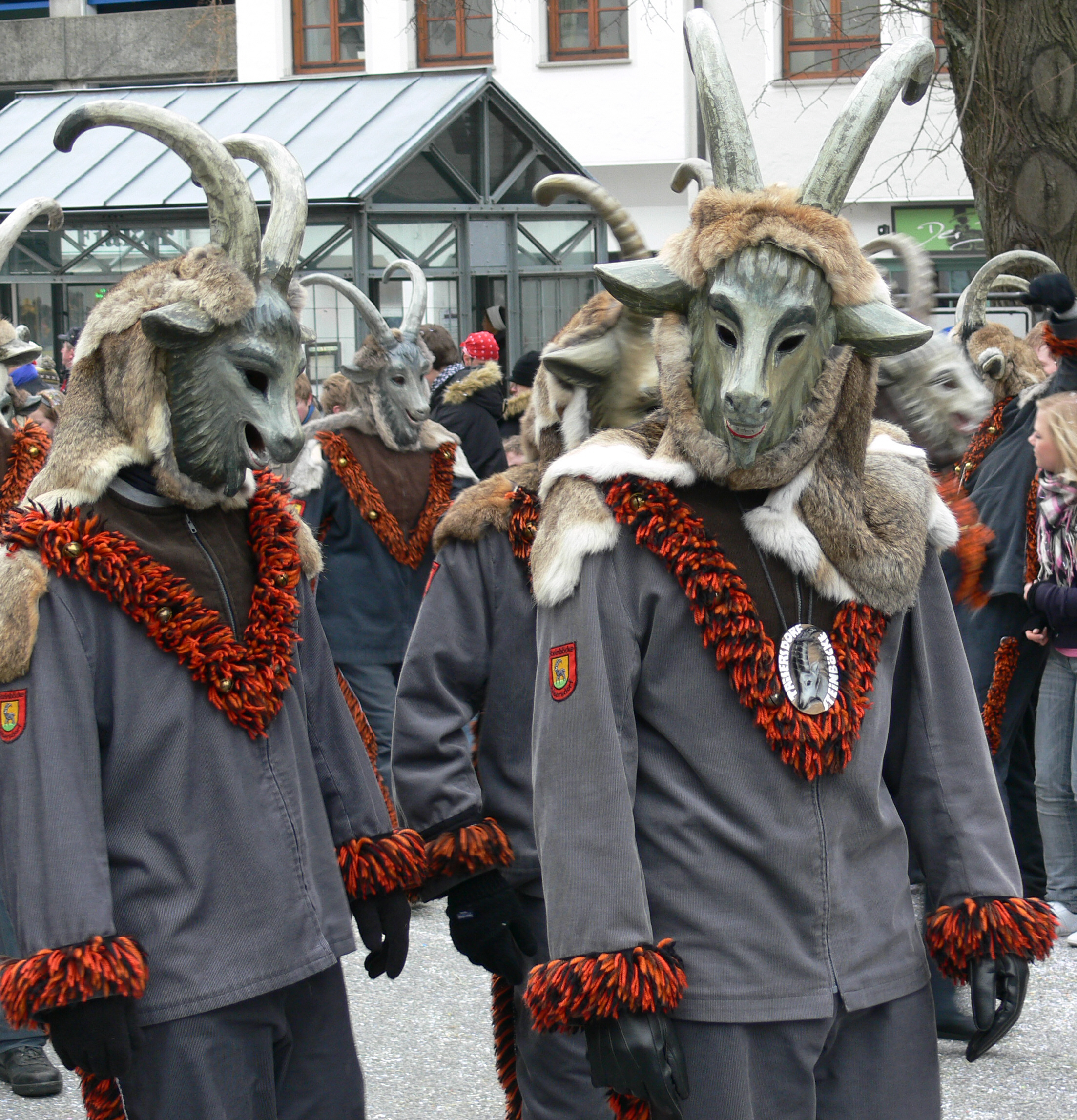
Steinbockmaske bei der Schwäbisch-alemannischen Fastnacht

- Die Steinbockzunft Taisersdorf ist Mitglied des Alemannischen Narrenrings.
- Der Ringerverein KSV Linzgau Taisersdorf kämpfte von 1981 bis 1987 in der 2. Ringer-Bundesliga, aktuell (2023) kämpft die 1. Mannschaft in der Verbandsliga Südbaden.[7]

## Bildung
- Freie Hermetisch-christliche Studienstätte am Bodensee (ehemals Freie Hochschule am Bodensee [FHaB])

## Persönlichkeiten

### Ehrenbürger
- Lambert Baiker, erfolgreicher Schweizer Fabrikant, der seine Heimat immer wieder finanziell unterstützte.[6]

### Persönlichkeiten, die vor Ort gewirkt haben
- Willi Seiß (* 12. November 1922 in Stuttgart; † 25. Januar 2013 in Taisersdorf), christlicher Esoteriker und Anthroposoph, lehrte an der Freien Hochschule am Bodensee